# Place Luton
La place Luton est une place située à Reims vers le Nord.

## Situation et accès
Rond-point servant de croisement aux rues Émile-Zola et de Neufchâtel, deux rues du Quartier Laon Zola - Neufchâtel - Orgeval à Reims. Elle est de forme triangulaire avec une aire de jeux de stationnement avec des arbres, elle sert occasionnellement pour des spectacles.
Elle sert de parking, mais aussi de point de rendez-vous aux jeunes du quartier.

## Étymologie
Elle porte le nom du médecin rémois, et directeur de l’école de médecine, Étienne Alfred Luton (1830-1896). Son arrière-petite-fille, Monique Luton, épousa le diplomate Alain Peyrefitte, membre de l'Académie française, garde des sceaux et maire de Provins.

## Historique
Cette place qui a porté les noms de « place Parmentier » et « place de Neufchâtel » a pris sa dénomination actuelle en 1899. 

## Bâtiments remarquables et lieux de mémoire

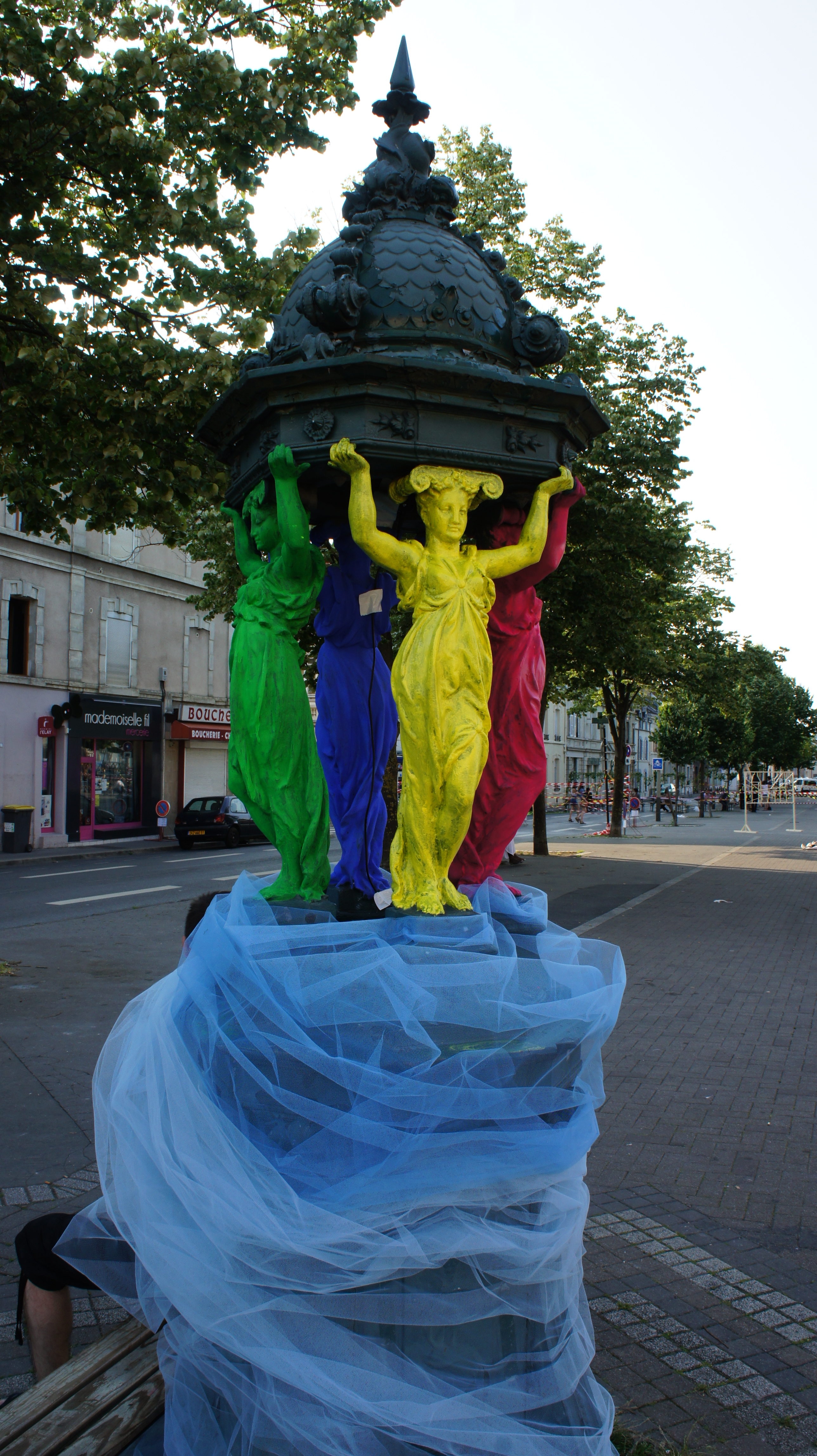
Sa fontaine Wallace,
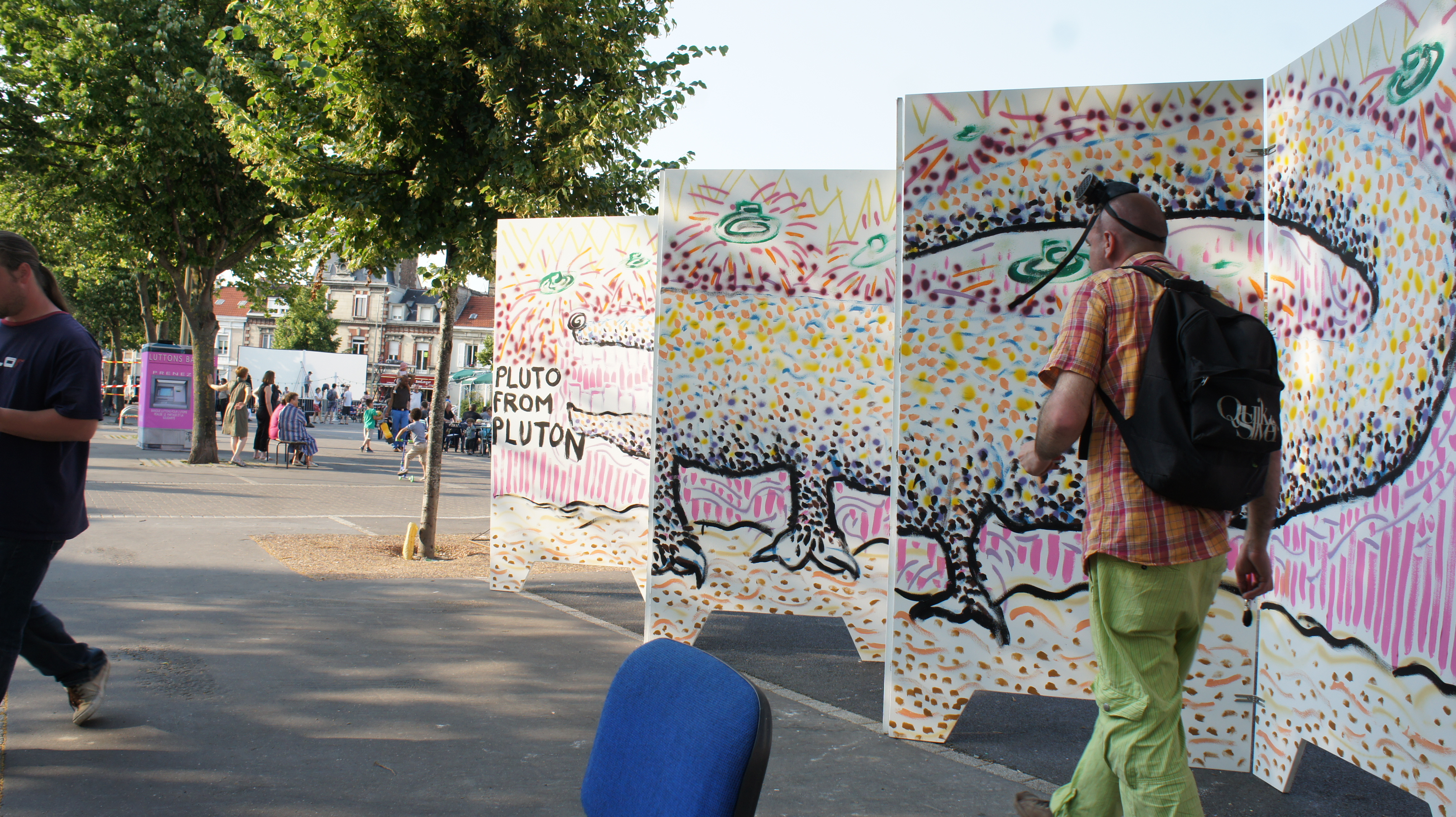
en fête en 2013
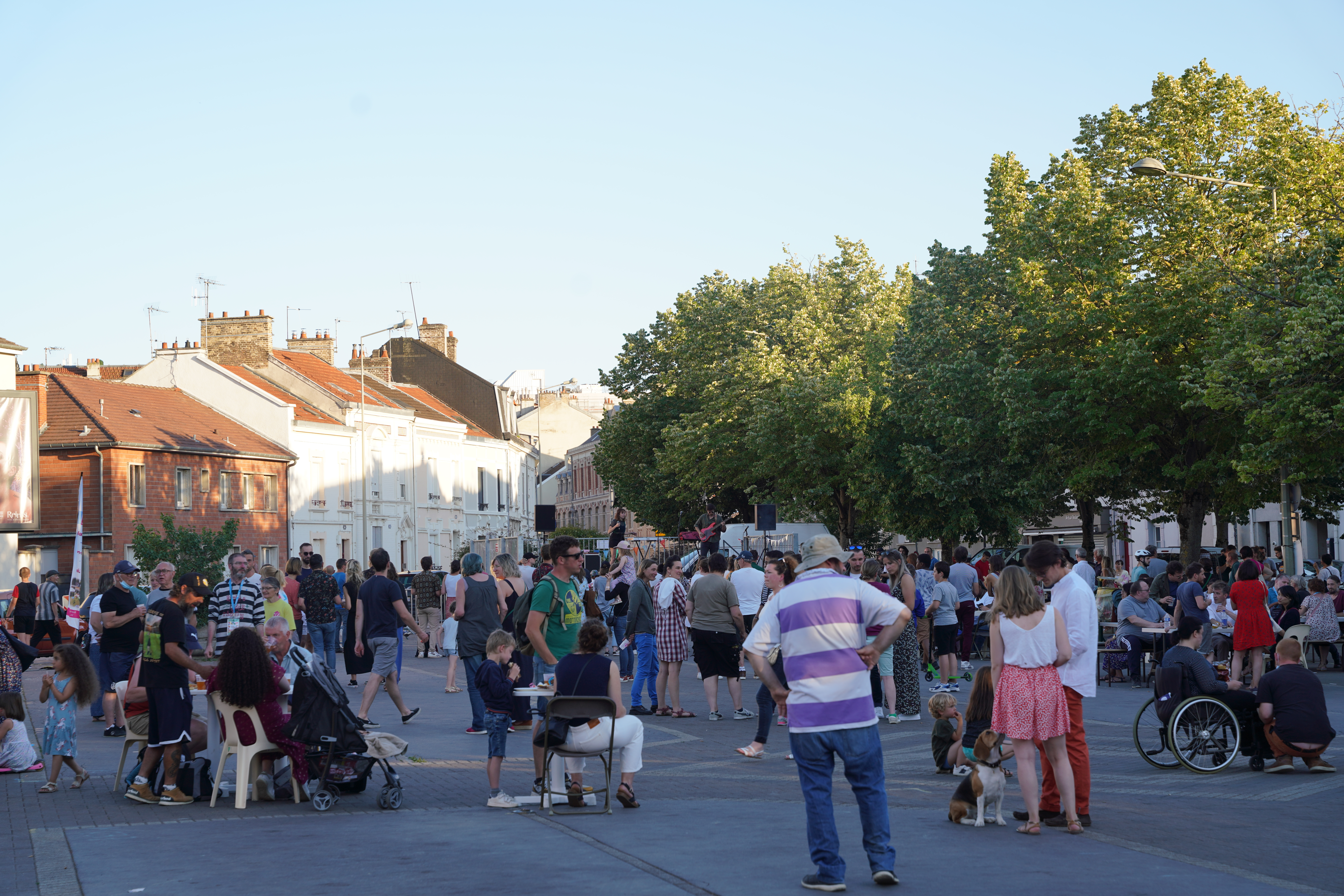
et en 2022.